# 2002 sur Internet
Cet article présente les faits marquants de l'année 2002 sur Internet.

## Évènements

### Septembre
- 23 septembre : lancement du navigateur web Mozilla Firefox.

## Naissances
- 28 octobre : Théodort, chanteur, rappeur et anciens vidéaste web français.